# Голди и старата банда
„Голди и старата банда“ (на английски: Goldie's Oldies) е британски телевизионен сериал, създаден от Евън Талър Хики. Сериалът е обявен на 15 октомври 2019 г., а премиерата му е по Nickelodeon на 15 март 2021 г. Последният епизод е излъчен на 16 юли.

## Актьорски състав
- Гарет Хейл – Маури
- Имоджен Фейрис – Голди
- Айлийн О'Брайън – Естер
- Лора Баракло – Лорън
- Сид Голдман – Дани
- Джоузефин Уелкъм – Рейнбоу
- Ифан Хю Дафид – Терънс
- Мелани Гатъридж – Шери
- Джак Кейн – Шон
- Гарет Хейл – Маури

## В България
В България сериалът започва излъчване по локалната версия на „Никелодеон“.
През 2022 г. сериалът се излъчва по стрийминг платформата SkyShowtime.

### Нахсинхронен дублаж
Дублажът е нахсинхронен в студио „Про Филмс“.
| Роля      | Изпълнител          |
| --------- | ------------------- |
| Голди     | Ема Димитрова       |
| Лорън     | Стела Илиева        |
| Дядо Мори | Николай Петров      |
| Дани      | Константин Димитров |
| Естер     | Василка Сугарева    |
| Терънс    | Петър Върбанов      |
| Рейнбоу   | Елена Бойчева       |
| Шон       | Ангел Проданов      |
| Лаура     | Златина Тасева      |
| Шери      | Елена Грозданова    |
| Дориън    | Сотир Мелев         |